# 福岡国際女子柔道選手権大会
福岡国際女子柔道選手権大会（ふくおかこくさいじょしじゅうどうせんしゅけんたいかい）は、1983年から2006年の期間に行われた日本の柔道大会である。

## 概要
主催 : 全日本柔道連盟、九州柔道協会、福岡市、RKB毎日放送
発足当時まだオリンピックにおいて公開競技扱いだった女子の柔道のレベル向上を目的としてスタートした。1983年に第1回大会が行われて以来、毎年12月に福岡国際センターを会場として実施されてきた（1998年のみ翌年1月開催）。
過去には地元福岡市出身の谷亮子（旧姓・田村）の48kg以下級11連覇もあり、福岡の年末の風物詩となっていた。しかし女子の柔道がオリンピックの正式種目として定着、競技人口も増えてきたことなどから、全日本柔道連盟は主催大会の整理・統合に方針を転換、2006年3月の理事会と評議会で、福岡国際女子柔道については同年の第24回大会を最後に終了とし、その後は従来男子のみだった嘉納杯国際柔道と統合の上で東京で開催（嘉納治五郎杯東京国際柔道大会）することを正式決定した。代わりに、男女別だった全日本選抜体重別選手権を統合し、2007年は4月7日と8日に福岡市で開催された。

## 歴代優勝者
| 回 | 年     | 48kg以下級         | 52kg以下級             | 56kg以下級                 | 61kg以下級             | 66kg以下級                         | 72kg以下級                 | 72kg超級                     | 無差別級                   |
| -- | ------ | ------------------ | ---------------------- | -------------------------- | ---------------------- | ---------------------------------- | -------------------------- | ---------------------------- | -------------------------- |
| 1  | 1983年 | カレン・ブリッグス | ロレッタ・ドイル       | スザンヌ・ウイリアムス     | ペトラ・バンジードラー | イレーネ・ドゥコック               | イングリッド・ベルグマンス | マーガレット・カストロ       | イングリッド・ベルグマンス |
| 2  | 1984年 | カレン・ブリッグス | エーディト・フロバット | ダイアン・ベル             | ガブリエレ・リッチェル | ドーン・ネザーウッド               | ナタリナ・ルピノ           | マリョレイン・ファンウーネン | イングリッド・ベルグマンス |
| 3  | 1985年 | カレン・ブリッグス | 山口香                 | アン・ヒューズ             | ガブリエレ・リッチェル | クリスティーナ・フィオレンティーニ | 田辺陽子                   | レギーナ・ジークムント       | イレーネ・ドゥコック       |
| 4  | 1986年 | カレン・ブリッグス | 山口香                 | マリア・ゴントビッチ       | ロスヴィータ・ハートル | 持田典子                           | イングリッド・ベルグマンス | 高鳳蓮                       | 李進林                     |
| 5  | 1987年 | 江崎史子           | シャロン・レンドル     | 鄭善溶                     | 小林貴子               | ミシェル・リオネ                   | イングリッド・ベルグマンス | 高鳳蓮                       | 田辺陽子                   |
| 6  | 1988年 | カレン・ブリッグス | シャロン・レンドル     | 鄭善溶                     | ガブリエレ・リッチェル | 佐々木光                           | 田辺陽子                   | 高鳳蓮                       | 荘暁岩                     |
| 7  | 1989年 | 李愛月             | シャロン・レンドル     | 泉香澄                     | 小林貴子               | エマヌエーラ・ピエラントッツィ     | 田辺陽子                   | 呉衛鳳                       | 荘暁岩                     |
| 8  | 1990年 | 田村亮子           | 溝口紀子               | 李忠雲                     | 金香蘭                 | 佐々木光                           | 田辺陽子                   | 張穎                         | 荘暁岩                     |
| 9  | 1991年 | 田村亮子           | 溝口紀子               | 鄭善溶                     | 北爪弘子               | 藤本涼子                           | 田辺陽子                   | 荘暁岩                       | 荘暁岩                     |
| 10 | 1992年 | 田村亮子           | 溝口紀子               | 鄭善溶                     | レアンヌ・シーイー     | オダリス・レベ                     | 吉田早希                   | エステラ・ロドリゲス         | 張穎                       |
| 11 | 1993年 | 田村亮子           | レグナ・ベルデシア     | 立野千代里                 | 鄭成淑                 | 曺敏仙                             | 福場由里子                 | 阿武教子                     | 張穎                       |
| 12 | 1994年 | 田村亮子           | レグナ・ベルデシア     | 立野千代里                 | ジェラ・バンデカバイエ | オダリス・レベ                     | ウラ・ウェルブルック       | 阿武教子                     | アンヘリク・セリーゼ       |
| 13 | 1995年 | 田村亮子           | 菅原教子               | 鄭善溶                     | カトリーヌ・フローリ   | クラウディア・ズウィールス         | 諸民貞                     | 阿武教子                     | エステラ・ロドリゲス       |
| 14 | 1996年 | 田村亮子           | 永井和恵               | 杉村英子                   | 鄭成淑                 | 曺敏仙                             | ウラ・ウェルブルック       | 袁華                         | 孫福明                     |
| 回 | 年     | 48kg以下級         | 52kg以下級             | 57kg以下級                 | 63kg以下級             | 70kg以下級                         | 78kg以下級                 | 78kg超級                     | 無差別級                   |
| 15 | 1997年 | 田村亮子           | 永井和恵               | ドリュリス・ゴンサレス     | 木本奈美               | 秦東亜                             | 阿武教子                   | 袁華                         | 孫福明                     |
| 16 | 1999年 | 田村亮子           | 楢崎教子               | ドリュリス・ゴンサレス     | 木本奈美               | 佐野奈津子                         | 阿武教子                   | 袁華                         | 二宮美穂                   |
| 17 | 1999年 | 田村亮子           | 楢崎教子               | ドリュリス・ゴンサレス     | 木本奈美               | ウラ・ウェルブルック               | 松崎みずほ                 | 山下まゆみ                   | 薪谷翠                     |
| 18 | 2000年 | 田村亮子           | 磯崎祐子               | 日下部基栄                 | ドリュリス・ゴンサレス | シベリス・ベラネス                 | 阿武教子                   | 佟文                         | ダイマ・ベルトラン         |
| 19 | 2001年 | 北田佳世           | 横澤由貴               | ユリスレイディス・ルペティ | 谷本歩実               | ウラ・ウェルブルック               | セリーヌ・ルブラン         | 孫福明                       | 薪谷翠                     |
| 20 | 2002年 | 田村亮子           | 佐藤愛子               | 日下部基栄                 | 谷本歩実               | エディス・ボッシュ                 | 阿武教子                   | 孫福明                       | 賈雪英                     |
| 21 | 2003年 | 北田佳世           | 佐藤愛子               | 植田裕子                   | 上野順恵               | 上野雅恵                           | 阿武教子                   | 劉霞                         | 塚田真希                   |
| 22 | 2004年 | 福見友子           | 横澤由貴               | 宇高菜絵                   | 徳久瞳                 | 渡邉美奈                           | 劉霞                       | 塚田真希                     | 劉歓縁                     |
| 23 | 2005年 | 中村美里           | 西田優香               | 佐藤愛子                   | 吉澤穂波               | 岡明日香                           | 堀江久美子                 | 立山真衣                     | 立山真衣                   |
| 24 | 2006年 | 福見友子           | 黄麗紅                 | オルガ・ソニナ             | リュシ・ドコス         | 渡邉美奈                           | 中澤さえ                   | 徐麗輝                       | 薪谷翠                     |

### 各国メダル数
| 順 | 国・地域             | 金 | 銀 | 銅  | 計  |
| -- | -------------------- | -- | -- | --- | --- |
| 1  | 日本                 | 91 | 86 | 139 | 316 |
| 2  | 中国                 | 29 | 28 | 45  | 102 |
| 3  | キューバ             | 13 | 14 | 9   | 36  |
| 4  | イギリス             | 12 | 4  | 8   | 24  |
| 5  | ベルギー             | 10 | 8  | 14  | 32  |
| 6  | 韓国                 | 10 | 7  | 28  | 45  |
| 7  | フランス             | 5  | 15 | 34  | 54  |
| 8  | オランダ             | 5  | 4  | 10  | 19  |
| 9  | 西ドイツ             | 5  | 3  | 10  | 18  |
| 10 | オーストリア         | 2  | 5  | 9   | 16  |
| 11 | オーストラリア       | 2  | 2  | 7   | 11  |
| 12 | イタリア             | 2  | 0  | 5   | 7   |
| 13 | アメリカ合衆国       | 1  | 4  | 8   | 13  |
| 14 | ポーランド           | 1  | 3  | 6   | 10  |
| 15 | ロシア               | 1  | 1  | 4   | 6   |
| 16 | スペイン             | 0  | 2  | 3   | 5   |
| 17 | ドイツ               | 0  | 1  | 11  | 12  |
| 18 | カナダ               | 0  | 1  | 6   | 7   |
| 19 | ポルトガル           | 0  | 1  | 1   | 2   |
| 20 | イスラエル           | 0  | 1  | 0   | 1   |
| 20 | ノルウェー           | 0  | 1  | 0   | 1   |
| 22 | ブラジル             | 0  | 0  | 4   | 4   |
| 23 | ソビエト連邦         | 0  | 0  | 3   | 3   |
| 24 | 独立国家共同体       | 0  | 0  | 2   | 2   |
| 24 | チェコ               | 0  | 0  | 2   | 2   |
| 24 | フィンランド         | 0  | 0  | 2   | 2   |
| 24 | スロベニア           | 0  | 0  | 2   | 2   |
| 24 | チャイニーズタイペイ | 0  | 0  | 2   | 2   |
| 29 | アルゼンチン         | 0  | 0  | 1   | 1   |
| 29 | ブルガリア           | 0  | 0  | 1   | 1   |
| 29 | 北朝鮮               | 0  | 0  | 1   | 1   |
| 29 | ルーマニア           | 0  | 0  | 1   | 1   |
| 29 | プエルトリコ         | 0  | 0  | 1   | 1   |

## 放送について
TV放送
- TV放送は主催のRKBをキーステーションにTBS・JNN系列全国（1日目は13局・2日目は28局フル）ネットで2日間放送され、特に2日目は「全日本実業団対抗女子駅伝」と同じ日になることもあり、2番組連続して放送されたこともあった。
- 後期になると1日目がRKBのみになり、全国ネット部分は2日目だけになった。
- 大会廃止後は毎年12月のRKB制作全国ネット番組を残し、これまで毎年2月に放送していた吉村作治のミイラ特番が移行（2007年12月23日に吉村作治ミイラ新発見!(15:00 - 16:24)がJNN系列全国28局ネットで放送された）。替わってスポーツ中継番組としては、2008年から福岡国際クロスカントリー大会を制作。同大会はそれまで福岡タワーを挟んでお向かいのテレビ西日本制作だったが、全日本選抜体重別に西日本新聞社が主催として加わり、その関係でテレビ西日本が中継することとなったので、いわば“バーター”の形でRKBに移った。その後、2022年まで続いたが、2023年は『ブレイキンワールドシリーズin北九州』を放送する。[1]

ラジオ放送
- ラジオ放送では2日目に60分間、RKBラジオとTBSラジオなどが放送された。